# Semiotika
Semiotika (grč. sēmeiōtikós: koji se obazire na znakove) je znanost (teorija) o znakovima i simbolima, odnosno proučavanju načina na koji funkcioniraju znakovni sustavi. Uporabom znakova, upućuje se, navodi na nešto drugo, što nije neposredno zamjetljivo. Posebno se bavi jezičnim znakovljem, odnosima između logike i jezika, međuodnosima raznih znakova i odnosima između znakova te njihovih značenjskih sadržaja.  Semiotika zahtijeva poznavanje različitih lingvističkih, filozofskih i logičkih sustava.
U medicinskoj znanosti semiotika na osobit način izrasta u semiologiju, znanost koja proučava znakove bolesti.

## Vanjske poveznice
- Hrvatsko semiotičko društvo  Arhivirana inačica izvorne stranice od 5. prosinca 2008. (Wayback Machine)